# Туази-ла-Бершер
Туази́-ла-Берше́р (фр. Thoisy-la-Berchère) — коммуна во Франции, находится в регионе Бургундия. Департамент коммуны — Кот-д’Ор. Входит в состав кантона Сольё. Округ коммуны — Монбар.
Код INSEE коммуны — 21629.

## Население
Население коммуны на 2010 год составляло 311 человек.
| 1962 | 1968 | 1975 | 1982 | 1990 | 1999 | 2010 |
| ---- | ---- | ---- | ---- | ---- | ---- | ---- |
| 459  | 434  | 365  | 283  | 253  | 261  | 311  |

## Экономика
В 2010 году среди 173 человек трудоспособного возраста (15—64 лет) 135 были экономически активными, 38 — неактивными (показатель активности — 78,0 %, в 1999 году было 74,0 %). Из 135 активных жителей работали 127 человек (72 мужчины и 55 женщин), безработных было 8 (4 мужчины и 4 женщины). Среди 38 неактивных 5 человек были учениками или студентами, 21 — пенсионерами, 12 были неактивными по другим причинам.